# Valio
Valio è una delle più grandi aziende finlandesi produttrice, principalmente, di prodotti caseari come latte, formaggio, ingredienti in polvere, burro e yogurt.
Valio è il maggior produttore di latte della Finlandia, con una produzione pari all'85% del latte finlandese.